# Farogat Iskandarowa
Farogat Dadabojewna Iskandarowa (tadż. Фароғат Дадабоевна Искандарова, ros. Фарогат Дадабоевна Искандарова; ur. 28 kwietnia 1955 w Duszanbe) – tadżycka iranistka, wykładowczyni kategorii najwyższej, uhonorowana tytułem „Przodownik Szkolnictwa Republiki Tadżykistan“ (1990).

## Życiorys
W 1977 roku ukończyła z wyróżnieniem Tadżycki Uniwersytet Państwowy im. Lenina. W latach 1977–1998 pracowała w Katedrze Języka Tadżyckiego i Literatury Tadżyckiej Pedagogicznej Szkoły Zawodowej im. Nadieżdy Krupskiej (Duszanbe). Od roku 1996 wykłada na Słowiańskim Uniwersytecie Tadżycko-Rosyjskim, gdzie w 2000 roku obroniła pracę kandydacką, a w roku 2003 została docentem katedry języka tadżyckiego. Pełni obowiązki przewodnicącego Komisji naukowo-metodycznej tej katedry. Jest autorką ponad 60 prac naukowych.

## Wybrane publikacje
- Искандарова Ф.Д.. О первом учебнике таджикского языка. „Вопросы таджикской филологии”, 1999. Душанбе. (ros.).brak numeru strony
- Ф.Д. Искандарова: Методика изучения местоимения в 6 классе (методическое пособие для учителя). Душанбе: 2000. (ros.). Brak numerów stron w książce
- Таджикско - русский и русско - таджикский учебный отраслевой словарь. Душанбе: 2003. Brak numerów stron w książce
- Ф. Д. Искандарова: Учебное пособие по таджикскому языку для студентов 1-х курсов РТСУ. Душанбе: 2004. (ros.). Brak numerów stron w książce
- Таджикский язык для студентов 1-2 курсов экономического ф-та: учебное пособие (współautorka). - Душанбе, 2010.
- Таджикский язык. Учебник для стран СНГ. - Душанбе, 2013, - 276 с. (współautorka)
- Ф. Д. Искандарова, С.Х. Хашимов: Учебник таджикского языка для стран СНГ. Душанбе: РТСУ, 2014. (ros.). Brak numerów stron w książce
- Ф. Д. Искандарова: Роль стилистических упражнений в процессе изучения местоимений таджикского языка. W: Сборник докладов 12-й научной конференции „Язык, культура и общество на перекрёстках цивилизации”. Бишкек: Бишкекский гуманитарный университет(inne języki) им. К.Карасаева(inne języki) (Kirgistan), Университет Цукуба (Japonia), 19 марта 2015, s. 83–84. (ros.).